# Jean Beaudin
Jean Beaudin (* 6. Februar 1939 in Montreal; † 18. Mai 2019 ebenda) war ein kanadischer Filmregisseur, Drehbuchautor und Filmeditor.

## Leben
Beaudin studierte Kunst und Fotografie an der École des Beaux Arts in Montreal sowie in Zürich. Ab 1964 drehte er mehrere Lehrfilme zu Themen der Mathematik und Geometrie in den Studios des National Film Board of Canada (NFB). 1968 entstand die psychologische Studie Vertige und 1970 sein erster Spielfilm Stop. Unabhängig vom NFB drehte er 1972 den Film Le diable est parmi nous, danach kehrte er zum NFB zurück.
In den 1970er Jahren entstanden einige seiner erfolgreichsten Filme, darunter Cher Théo (1975), J.A. Martin, photographe (1975) und Cordélia (1979). J.A. Martin, photographe gewann bei den Internationalen Filmfestspielen von Cannes den Preis der Ökumenischen Jury, und die Hauptdarstellerin Monique Mercure erhielt den Preis als beste Schauspielerin. 1976 wurde der Film bei den Canadian Film Awards zum besten Film des Jahres gekürt. Beim Toronto International Film Festival 1984 wurde er unter die zehn besten kanadischen Filme aller Zeiten aufgenommen.
Ab Ende der 1980er Jahre war Beaudin mit mehreren Fernsehserien erfolgreich, darunter Le matou (1985), L'or et le papier (1989), Les filles de Caleb (1990–91), Shehaweh (1992), Miséricorde (1994), Ces enfants d'ailleurs (1996–97) und Willie (2000), für die er jeweils mit einem Prix Gémeaux für die beste Regie ausgezeichnet wurde. Vielfach adaptierte er literarische Werke für den Film, so Beeing Home with Claude nach René Daniel Dubois, Souvenirs intimes nach Monique Proulx und Le collectionneur nach Chrystine Brouillet. Le collectioneur war 2002 für einen Genie Award nominiert. 2016 wurde Beaudin als Chevalier des Ordre national du Québec ausgezeichnet, 2019 als Officer des Ordre de Montréal.

## Filmographie
- 1966: Géométrie, Serie (Regie)
- 1967: Mathématiques, Serie (Regie)
- 1968: Vertige (Regie)
- 1969: Et pourquoi pas? (Regie)
- 1970: Stop (Regie)
- 1972: Le diable est parmi nous (Regie)
- 1972: Les indrogables (Regie, Schnitt)
- 1973: Trois fois passera... (Regie, Schnitt)
- 1974: Par une belle nuit d'hiver (Regie, Schnitt)
- 1975: Cher Théo (Regie, Drehbuch mit Jacques Jacob, Schnitt)
- 1975: J.A. Martin, photographe (Regie, Schnitt)
- 1977: Jeux de la XXIe 0lympiade, Dokumentarfilm (Regie mit Marcel Carrière, Georges Dufaux, Jean-Claude Labrecque)
- 1979: Cordélia (Regie, Drehbuch mit Marcel Sabourin, Schnitt)
- 1984: Mario (Regie, Drehbuch mit Jacques Paris, Arlette Dion, Produktion mit Jacques Bonet, Hélène Verrier)
- 1985: Le matou (Regie)
- 1986: La bioéthique: une question de choix – L'homme à la traîne (Regie, Drehbuch)
- 1987–1988: Mount-Royal, Fernsehserie (Regie)
- 1989: L'or et le papier, Fernsehserie (Regie)
- 1990–1991: Les filles de Caleb, Fernsehserie (Regie)
- 1991: Being at Home with Claude
- 1992: Shehaweh Fernsehserie (Regie)
- 1994: Craque la vie!, Fernsehfilm (Regie)
- 1994: Miséricorde, Fernsehfilm (Regie)
- 1995: Big Wolf on Campus, Fernsehserie (Regie)
- 1996–1997: Ces enfants d'ailleurs, Fernsehserie (Regie)
- 1998–1999: The Hunger II, Fernsehserie (Regie)
- 1998: Souvenirs intimes (Regie, Drehbuch mit Monique Proulx)
- 2000: Willie, Fernsehserie (Regie, Drehbuch mit Claude Paquette, Marcel Sabourin)
- 2002: Le collectionneur (Regie, Drehbuch)
- 2004: Nouvelle-France (Regie)
- 2004: Céline Dion: Ma Nouvelle-France, Musikvideo (Regie)
- 2004: Sans elle (Regie)